# Jasione penicillata
Jasione penicillata är en klockväxtart som beskrevs av Pierre Edmond Boissier. Jasione penicillata ingår i släktet blåmunkssläktet, och familjen klockväxter. Inga underarter finns listade i Catalogue of Life.